# Husseyella
Husseyella is een geslacht van wantsen uit de familie beeklopers (Veliidae). Het geslacht werd voor het eerst wetenschappelijk beschreven door Herring in 1995.

## Soorten
Het genus bevat de volgende soorten:

- Husseyella diffidens (Drake & Harris, 1933)
- Husseyella diffidentis Drake & Harris, 1933
- Husseyella halophila Drake, 1958
- Husseyella turmalis (Drake & Harris, 1933)